# Carleton, Michigan
Carleton är en ort i Monroe County i delstaten Michigan, USA.